# N,N-二异丙基苯胺
N,N-二异丙基苯胺是一种有机化合物，化学式为C12H19N。它可由溴苯（或氯苯）、二异丙胺和叔丁醇钾在二甲基亚砜中加热反应制得。它和N-溴代丁二酰亚胺在二甲基甲酰胺中于-10 °C反应（或和溴于−18 °C反应），可以得到4-溴-N,N-二异丙基苯胺。